# Gabriel Jesus
Gabriel Jesus, właśc. Gabriel Fernando de Jesus (ur. 3 kwietnia 1997 w São Paulo) – brazylijski piłkarz, występujący na pozycji napastnika w angielskim klubie Arsenal oraz w reprezentacji Brazylii.
Złoty medalista Letnich Igrzysk Olimpijskich 2016 oraz Copa América 2019, srebrny medalista Copa América 2021, uczestnik Mistrzostw Świata 2018 i 2022.

## Kariera klubowa

### Początki
Urodzony w São Paulo, Gabriel Jesus dorastał w okolicy Jardim Peri. Po początkowym graniu w piłkę nożną na brazylijskich ulicach, dołączył do amatorskich klubów w regionie, a ostatnim zespołem, w którym grał przed rozpoczęciem kariery zawodowej był Associação Atlética Anhanguera.

### Palmeiras
1 lipca 2013 roku Jesus podpisał umowę z młodzieżową drużyną SE Palmeiras. Został najlepszym strzelcem klubu w tym sezonie, strzelając 54 gole w 48 meczach.
W styczniu 2014 po długich negocjacjach, Jesus podpisał trzyletni kontrakt z Palmeiras.
Strzelił 37 bramek w 22 meczach dla Palmeiras w 2014 roku w drużynie do lat 17, co zainteresowało kilka większych drużyn i wpłynęło sporo ofert z klubów w całym kraju, jak i za granicą. Został po raz pierwszy włączony do składu Palmeiras na starcie sezonu 27 sierpnia 2014 roku. Całe spotkanie przesiedział na ławce rezerwowych, a jego drużyna przegrała 0-1 u siebie z Atlético Mineiro. Podczas bieżącego sezonu nie rozegrał ani jednego meczu w dorosłej drużynie.
Jesus zadebiutował w seniorskiej piłce 7 marca 2015 roku przeciwko Campeonato Paulista, zastępując Leandro Pereirę w 73. minucie. Zaliczył osiem występów, wszystkie wchodząc z ławki rezerwowych.
9 maja po raz pierwszy wystąpił w rozgrywkach Campeonato Brasileiro Série A, grając w domowym spotkaniu z Atlético Mineiro w pierwszym dniu sezonu.
Pierwszą bramkę w profesjonalnej piłce zdobył w pucharze Brazylii 15 lipca. 26 sierpnia, jego dwa pierwsze trafienia przyczyniły się do zwycięstwa Palmeiras 3-2 nad Cruzeiro EC (5-3 w dwumeczu), co dało awans do ćwierćfinału. Cztery dni później zdobył swoje pierwsze bramki ligowe, a Palmeiras odniosło zwycięstwo 3-2 nad Joinville Esporte Clube.
Jesus zakończył kampanię z czterema golami w 20 spotkaniach, a jego drużyna zdobyła puchar Brazylii pokonując w finale Santos FC.
4 lutego 2016 roku Jesus zdobył swoją pierwszą bramkę w nowym sezonie, otwierając wynik spotkania z Esporte Clube São Bento w drugim meczu sezonu. Dwanaście dni później strzelił pierwszego gola w kontynentalnych rozgrywkach, przeciwko River Plate w meczu fazy grupowej Copa Libertadores. Po wyjeździe z Rosario Central 6 kwietnia, strzelił dwa gole w zremisowanym meczu 3-3, i po raz pierwszy w swojej karierze został ukarany czerwoną kartką za bójkę z Damianem Musto; później przeprosił za swoje zachowanie.
Cały sezon zakończył z dorobkiem 12 goli, a drużyna zdobyła mistrzostwo kraju po raz pierwszy od 1994 roku.

### Manchester City
W dniu 3 sierpnia 2016 roku ogłoszono, że Jesus podpisał kontrakt z klubem Premier League – Manchesterem City, a umowa obowiązywać będzie od stycznia 2017 roku. Jego początkowy kontrakt obowiązywać będzie do 2021 roku. Klub zapłacił kwotę w wysokości 33 mln euro, doliczając do tego podatki. Debiut w Premier League miał miejsce 21 stycznia, kiedy wszedł z ławki rezerwowych, zastępując w 82. minucie spotkania Raheema Sterlinga w zremisowanym 2-2 meczu z Tottenhamem Hotspur na Etihad Stadium. Tydzień później Jezus po raz pierwszy pojawił się w podstawowym składzie Manchesteru City, asystując przy golu Raheema Sterlinga w wygranym 3-0 meczu FA Cup z Crystal Palace. 1 lutego rozegrał pierwszy mecz w rozgrywkach ligowych w podstawowym składzie i asystował przy bramce Kevina De Bruyne w 17. minucie, a potem zdobył swoją pierwszą bramkę dla klubu. Dzięki temu stał się pierwszym graczem Manchesteru City, który zdobył bramkę i zaliczył asystę w debiucie w Premier League. Jesus zakończył sezon 2016/2017 z siedmioma golami i czterema asystami w jedenastu meczach.
26 sierpnia 2017 roku, zdobył pierwszą bramkę w sezonie 2017/2018, pomagając odnieść zwycięstwo nad Bournemouth, a kolejne dwa trafienia zanotował w wygranym 5-0 meczu z Liverpoolem 9 września. Wraz z drużyną wywalczył Puchar Ligi Angielskiej, a także zdobył mistrzostwo Anglii. W ostatniej kolejce przeciwko Southampton zdobył jedyną bramkę w doliczonym czasie gry, która pozwoliła jego drużynie uzyskać granicę 100 punktów, co zdarzyło się po raz pierwszy w historii Premier League. 23 kwietnia 2022 roku w meczu ligowym z Watfordem strzelił cztery gole.

### Arsenal
4 lipca 2022 za 45 milionów euro przeszedł do Arsenalu i podpisał pięcioletni kontrakt. 5 sierpnia 2022 zadebiutował jako piłkarz Kanonierów w pierwszej kolejce sezonu 2022/2023 Premier League, w której jego klub wygrał z Crystal Palace (2:0). 13 sierpnia 2022 w drugiej kolejce Premier League w meczu przeciwko Leicester City ustrzelił dublet, a Arsenal wygrał 4:2.

## Kariera reprezentacyjna

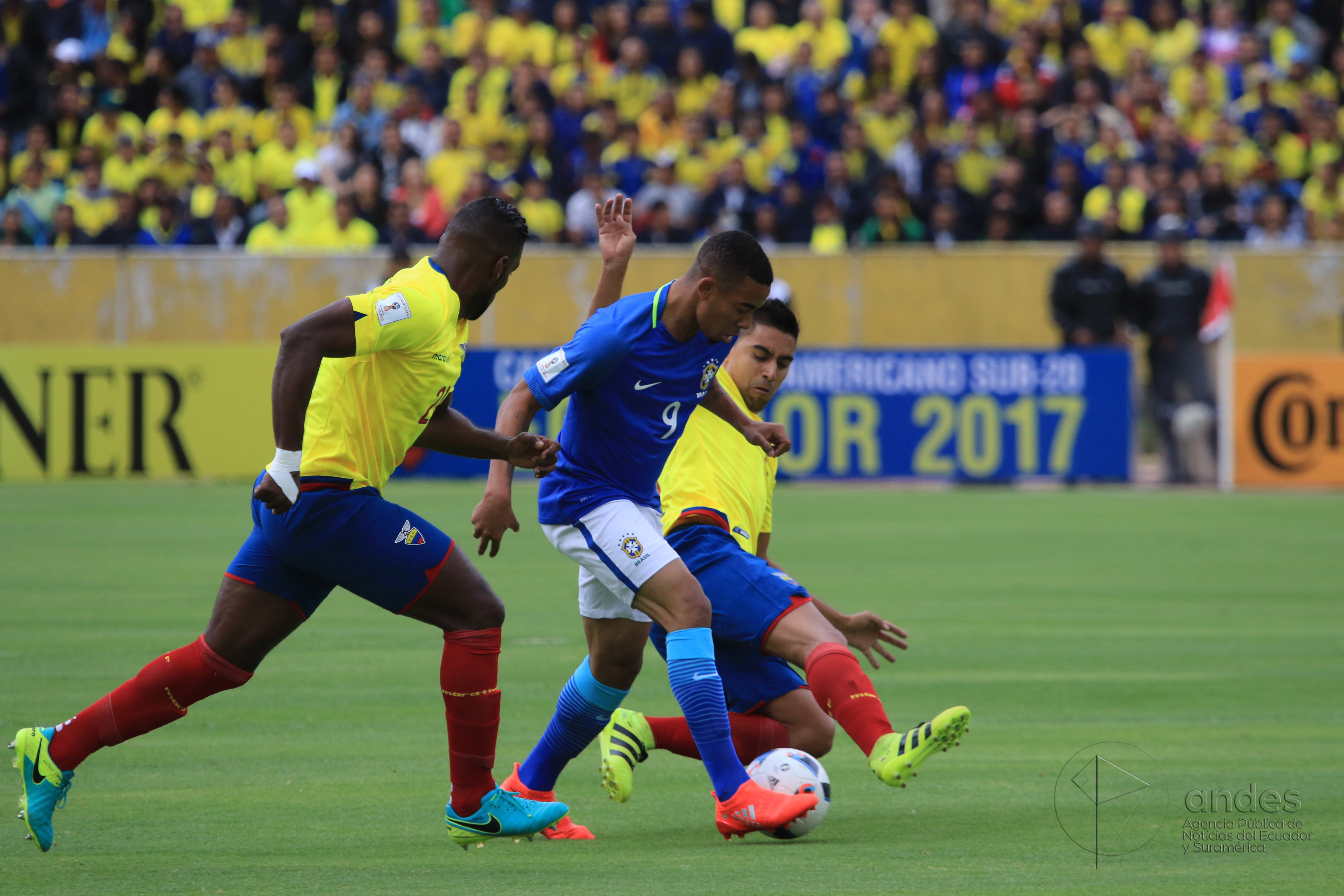
Gabriel Jesus (w niebieskiej koszulce) podczas debiutu w reprezentacji

Jesus był częścią brazylijskiej drużyny do lat 20, która zdobyła Mistrzostwo Świata w 2015 roku w Nowej Zelandii. Strzelił pierwszego gola w tym turnieju w wygranym 4-2 meczu z Nigerią w New Plymouth.
W 2016 roku został powołany do 40-osobowej kadry w meczach turnieju Copa América Centenario w Stanach Zjednoczonych, jednak ostatecznie nie pojechał na turniej. W tym samym roku był jednym z pięciu napastników wymienionych w składzie drużyny na Igrzyska Olimpijskie. Strzelił gola przeciwko Danii w meczu grupowym, a Brazylia zwyciężyła 4-0. W półfinale przeciwko Hondurasowi (6-0 dla Brazylii) również zdobył dwa gole. Jezus wygrał Igrzyska Olimpijskie ze swoją drużyną, pokonując w finale Niemców w serii rzutów karnych.
W seniorskiej drużynie Brazylii zadebiutował 1 września 2016 roku w meczu eliminacji do Mistrzostw Świata w 2018 roku z Ekwadorem. Jesus był najlepszym strzelcem Brazylii w rundzie eliminacyjnej razem z Paulinho i Neymarem, z sześcioma golami w dziesięciu meczach.

## Styl gry
Jesus jest wszechstronnym i utalentowanym zawodnikiem, jest w stanie zagrać na różnych atakujących pozycjach: grał jako napastnik, środkowy napastnik, fałszywa 9, wysunięty napastnik, bądź też jako skrzydłowy lub ofensywny pomocnik. Znany jest ze swojego tempa, umiejętności technicznych i znakomitego dryblingu. Dzięki tym zdolnościom uważany jest za jednego z najlepszych młodych piłkarzy na świecie, który potrafi świetnie wykańczać akcje. Został nazwany przez Ronaldo przyszłością brazylijskiej piłki i dodał, że odniesie wielki sukces wraz z reprezentacją.

## Statystyki

### Klubowe
(aktualne na 30 stycznia)
| Klub               | Sezon              | Liga               | Liga  | Liga   | Puchar kraju | Puchar kraju | Puchar ligi | Puchar ligi | Kontynentalne | Kontynentalne | Inne  | Inne   | Suma  | Suma   |
| Klub               | Sezon              | Liga               | Mecze | Bramki | Mecze        | Bramki       | Mecze       | Bramki      | Mecze         | Bramki        | Mecze | Bramki | Mecze | Bramki |
| ------------------ | ------------------ | ------------------ | ----- | ------ | ------------ | ------------ | ----------- | ----------- | ------------- | ------------- | ----- | ------ | ----- | ------ |
| Palmeiras          | 2015               | Série A            | 20    | 4      | 9            | 3            | –           | –           | –             | –             | 8     | 0      | 37    | 7      |
| Palmeiras          | 2016               | Série A            | 27    | 12     | 2            | 0            | –           | –           | 5             | 4             | 12    | 5      | 46    | 21     |
| Palmeiras          | Ogólnie            | Ogólnie            | 47    | 16     | 11           | 3            | 0           | 0           | 5             | 4             | 20    | 5      | 83    | 28     |
| Manchester City    | 2016/2017          | Premier League     | 10    | 7      | 1            | 0            | 0           | 0           | 0             | 0             | –     | –      | 11    | 7      |
| Manchester City    | 2017/2018          | Premier League     | 29    | 13     | 0            | 0            | 4           | 0           | 9             | 4             | –     | –      | 42    | 17     |
| Manchester City    | 2018/2019          | Premier League     | 29    | 7      | 6            | 5            | 5           | 5           | 6             | 4             | 1     | 0      | 47    | 21     |
| Manchester City    | 2019/2020          | Premier League     | 34    | 14     | 4            | 2            | 6           | 1           | 8             | 6             | 1     | 0      | 53    | 23     |
| Manchester City    | 2020/2021          | Premier League     | 29    | 9      | 5            | 2            | 1           | 1           | 7             | 2             | –     | –      | 42    | 14     |
| Manchester City    | 2021/2022          | Premier League     | 28    | 8      | 4            | 1            | 1           | 0           | 8             | 4             | 0     | 0      | 41    | 13     |
| Manchester City    | Ogólnie            | Ogólnie            | 159   | 58     | 20           | 10           | 17          | 7           | 38            | 20            | 2     | 0      | 236   | 95     |
| Arsenal            | 2022/2023          | Premier League     | 26    | 11     | 0            | 0            | 1           | 0           | 6             | 0             | –     | –      | 33    | 11     |
| Arsenal            | 2023/2024          | Premier League     | 17    | 4      | 0            | 0            | 1           | 0           | 5             | 4             | 0     | 0      | 23    | 8      |
| Arsenal            | Ogólnie            | Ogólnie            | 43    | 15     | 0            | 0            | 2           | 0           | 11            | 4             | 0     | 0      | 56    | 19     |
| Ogólnie w karierze | Ogólnie w karierze | Ogólnie w karierze | 249   | 89     | 31           | 13           | 19          | 7           | 54            | 28            | 22    | 5      | 375   | 142    |

### Reprezentacyjne
(aktualne na 21 października 2023)
| Reprezentacja | Rok     | Mecze | Bramki |
| ------------- | ------- | ----- | ------ |
| Brazylia      |         |       |        |
| 2016          | 6       | 5     |        |
| 2017          | 7       | 3     |        |
| 2018          | 12      | 3     |        |
| 2019          | 14      | 7     |        |
| 2020          | 2       | 0     |        |
| 2021          | 11      | 0     |        |
| 2022          | 7       | 1     |        |
| 2023          | 5       | 0     |        |
| Ogólnie       | Ogólnie | 64    | 19     |

## Sukcesy

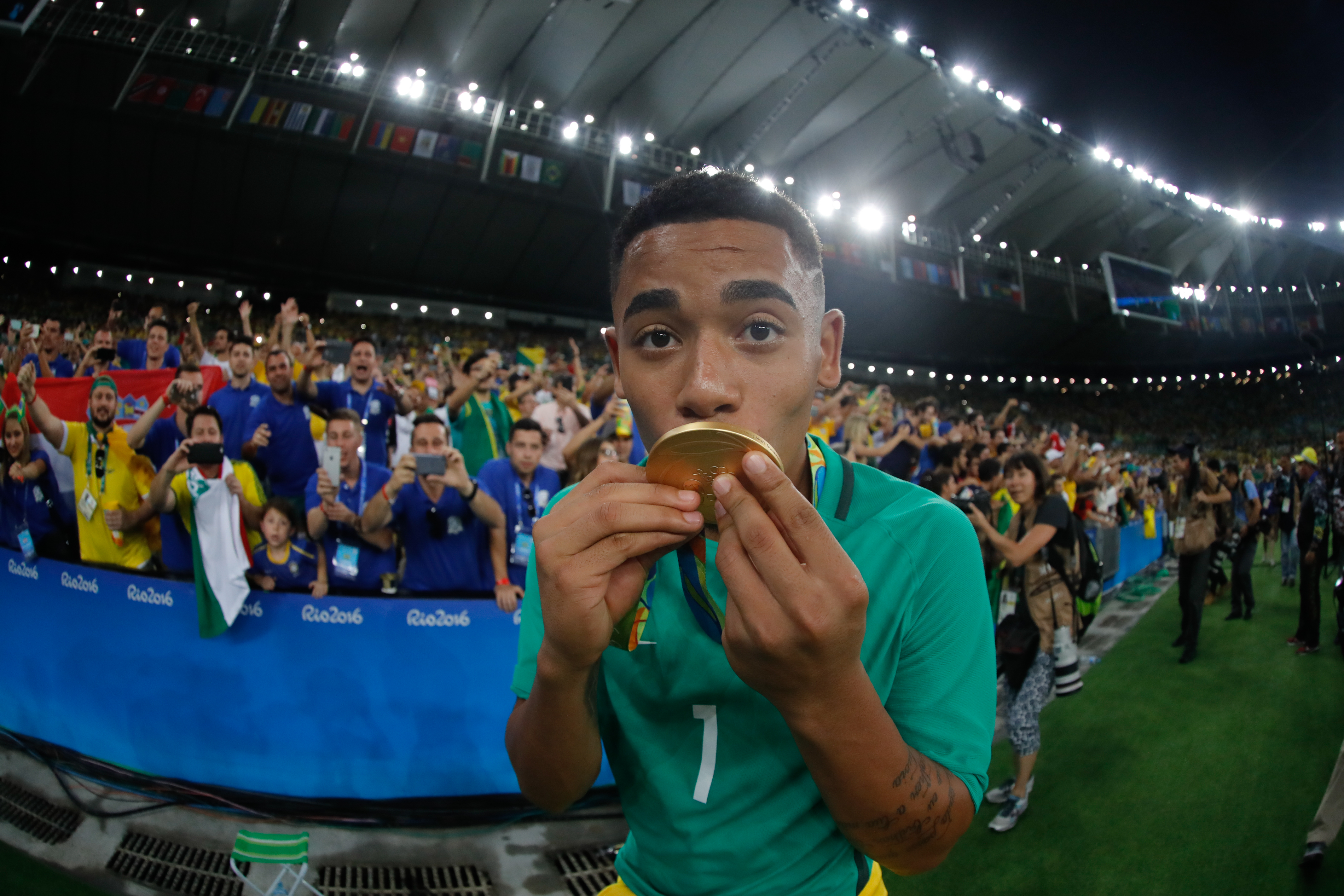
Jesus celebrujący zdobycie medalu za triumf w Igrzyskach Olimpijskich – 2016 rok

### Palmeiras
- Mistrzostwo Brazylii: 2016[30]
- Puchar Brazylii: 2015[31]

### Manchester City
- Mistrzostwo Anglii: 2017/2018, 2018/2019, 2020/2021, 2021/2022
- Puchar Anglii: 2018/2019
- Puchar Ligi Angielskiej: 2017/2018, 2018/2019, 2019/2020, 2020/2021
- Tarcza Wspólnoty: 2018, 2019

### Reprezentacyjne
- Copa América: 2019
- Copa América (2. miejsce): 2021
- Igrzyska olimpijskie: 2016[32]
- Wicemistrzostwo świata U-20: 2015

### Indywidualne
- Bola de Ouro: 2016[33]
- Bola de Prata: 2016
- Drużyna sezonu ligi brazylijskiej: 2016
- Najlepszy zawodnik ligi brazylijskiej: 2016[34]
- Najlepszy debiutant ligi brazylijskiej: 2016